# راسل وونگ
راسل وُنگ (انگلیسی: Russell Wong؛ زادهٔ ۱ مارس ۱۹۶۳) یک هنرپیشه اهل ایالات متحده آمریکا است.

## گزیده فیلمشناسی
از فیلم‌ها یا برنامه‌های تلویزیونی که وی در آن نقش داشته‌است می‌توان به آثار زیر اشاره کرد.
- رومئو باید بمیرد (۲۰۰۰)
- پیچ‌خورده (فیلم ۲۰۰۴) (۲۰۰۴)
- مقبره امپراتور اژدها (۲۰۰۸)
- آنچه زنان می‌خواهند (فیلم ۲۰۱۱) (۲۰۱۱)
- ایکوالایزر (مجموعه تلویزیونی) (۱۹۸۸)
- خیابان جامپ شماره ۲۱ (۱۹۸۹)
- هاوایی فایو-او (۱۹۹۷)
- سی‌اس‌آی (۲۰۰۴)
- نیکیتا (۲۰۱۰)
- هاوایی فایو-زیرو (۲۰۱۲)
- لوسیفر (۲۰۱۸)
- کلیفورد سگ بزرگ قرمز (۲۰۲۱)